# Parti vert des États-Unis
Le Parti vert des États-Unis (en anglais : Green Party of the United States) est une coalition de partis politiques écologistes présents dans tous les États des États-Unis, fondé en 1996. Ses membres sont les partis et non des individus.
Ralph Nader, un avocat spécialisé en droit des consommateurs, est le candidat du parti en 1996 et en 2000. Pour l'élection présidentielle de 2004, le parti préfère accorder l'investiture à David Cobb. En 2012, 2016 et 2024, sa candidate est Jill Stein.

## Histoire

### Premières années
En 1984, des groupes et partis locaux forment un comité de coordination, nommé Comités verts de correspondance (en anglais : Green Committees of Correspondance), basé sur dix « valeurs fondamentales » : la sagesse écologique, la démocratie locale, la promotion d’une économie localisée et équitable, la décentralisation, la non-violence, la justice sociale, le féminisme, le respect de la diversité, l'implication personnelle et globale, l'attention portée au futur et à la durabilité.
Avant la formation d'un parti national, les premiers Verts mettent l'accent davantage sur des projets éducatifs et sur l'engagement non-partisan, qui leur paraissaient plus importants que la participation aux élections. L'idée d'un parti anti-parti a été développée par Petra Kelly et d'autres leaders des Verts allemands.
En 1991 est formé le premier parti écologiste à l'échelle nationale, le Parti vert des États-Unis (en anglais : Greens/Green Party USA, GPUSA), qui prend le relais des Comités verts de correspondance. Fondé dans le but de participer aux élections nationales, le GPUSA entend toutefois maintenir son action locale.

### Élection présidentielle de 1996
Lors du rassemblement vert national de 1995 à Albuquerque, au Nouveau-Mexique, les représentants de quarante partis étatiques acceptent une proposition de Steve Schmidt, Mike Feinstein et Greg Jan visant à présenter un candidat lors de l'élection présidentielle de 1996. Une importante minorité oppose alors des objections idéologiques (basées sur le principe de la décentralisation) à être impliqués pour la première fois dans une élection couvrant un aussi grand territoire.
Après le rassemblement, les partisans d'une candidature continuent à y travailler, aussi bien au sein de leurs partis étatiques respectifs que d'une organisation indépendante nommée Partis tiers 1995 (en anglais : Third Parties 1995). Ils convainquent Ralph Nader d'être candidat à la primaire du Parti vert de Californie de mars 1996. Ralph Nader accepte ensuite de participer à d'autres primaires et choisit la militante amérindienne Winona LaDuke comme candidate à la vice-présidence, mais refuse que plus de 5 000 dollars soient dépensés pour sa campagne.
En août 1996, la convention nationale qui se tient à Los Angeles nomme Ralph Nader candidat des Verts à la présidence. Lors des élections présidentielles, il est présent sur les bulletins électoraux de vingt-deux États et obtient 685 297 voix, soit 0,7 % du total des suffrages exprimés. C'est la première fois que les Verts obtiennent une telle couverture nationale pour leurs campagnes.

### 1997-1999
Après l'élection présidentielle de 1996, treize partis étatiques verts se regroupent pour former l'Association des partis verts étatiques (en anglais : Association of State Green Parties, ASGP), une idée promue depuis le début des années 1990 par un petit groupe de militants verts. L'ASGP, même si elle inclut toujours l'engagement non-partisan, est clairement orientée vers l'obtention de mandats électoraux pour les Verts. Entre 1997 et 1999, de nouveaux partis verts sont formés aux niveaux local, régional et étatique et beaucoup rejoignent l'ASGP. Le Parti vert des États-Unis existe encore et certains partis sont membres simultanément des deux organisations.
En 1999, Audie Bock devient la première candidate verte à être élue dans une assemblée législative étatique en se faisant élire à l'Assemblée de Californie au cours d'une élection complémentaire. Elle quitte toutefois les Verts en 2000 pour rejoindre le Parti démocrate.

### Élection présidentielle de 2000
En l'an 2000, l'ASGP nomme à nouveau Ralph Nader et Winona LaDuke candidats à la présidence et à la vice-présidence des États-Unis. Ils figurent désormais sur les bulletins électoraux de 44 États et reçoivent, lors des élections qui se tiennent le 7 novembre 2000, 2 883 105 voix, soit 2,7 % de l'ensemble des suffrages exprimés. Le parti connaît alors des milliers de nouvelles adhésions, ce qui représente un taux de croissance sans précédent, et les visées électoralistes du parti s'imposent désormais.
Ralph Nader obtient plus de 10 % des voix en Alaska et plus de 5 % des voix dans dix autres États (Vermont, Massachusetts, Rhode Island, Montana, Hawaï, Maine, Colorado, District of Columbia, Minnesota et Oregon).
Ralph Nader a été critiqué pour avoir « volé l'élection » à Al Gore, le candidat du Parti démocrate, et favorisé ainsi l'élection de George W. Bush. Cette critique a placé les partisans de Nader sur la défensive. Le rôle de Nader lors des élections de 2000 aura des conséquences sur celles de 2004, où les partisans du candidat vert David Cobb limiteront volontairement le rôle du candidat du Parti vert à l'élection présidentielle.
En octobre 2000, durant la campagne électorale, une proposition, connue sous le nom de « proposition de Boston », est faite pour que l'ASGP et le GPUSA deviennent des structures complémentaires. La première se concentrerait sur les élections tandis que le deuxième s'occuperait des activités non-partisanes. Cette proposition est acceptée au rassemblement suivant de l'ASGP, mais refusée par celui du GPUSA. Ce dernier connaît alors une vague de scissions dont il ne se remet pas.

### 2001-2003
Lors de sa convention nationale de juillet 2001 à Santa Barbara, l'ASGP décide de changer son nom en « Parti vert des États-Unis » et dépose une demande de reconnaissance auprès de la Commission électorale fédérale. Cette reconnaissance lui est accordée plus tard dans l'année.
En 2002, l'élection de John Eder (en) à la Chambre des représentants du Maine marque la première victoire d'un Vert dans une élection législative étatique régulière. En 2004, il sera réélu malgré le nouveau découpage électoral du Maine qui menaçait sa réélection.
Durant l'été 2003, comme les élections présidentielles de 2004 approchent, les Verts entrent dans un vif débat sur la stratégie du parti pour ces élections. Les démocrates, les militants et les journalistes libéraux font pression sur le parti et sur Ralph Nader pour ne pas lancer à nouveau de candidat à la présidence. En réaction, une prise de position intitulée « Verts et croissance : 2004 en perspective » (Green & Growing: 2004 in Perspective) est lancée par le coprésident du parti Ben Manski et signée par 158 membres. Elle demande une campagne électorale vigoureuse. D'autres Verts, autour de Ted Glick (A Green Party Safe States Strategy), recommandent de ne pas présenter de candidats dans les États susceptibles de faire la différence (les Swing States). Enfin, une stratégie intermédiaire est préparée par Dean Myerson et acceptée par David Cobb, le futur candidat à la présidence : elle prévoit une stratégie adaptée État par État en fonction de l'accès aux élections, du développement du parti, des États susceptibles de basculer et d'autres paramètres.

### Élection présidentielle de 2004
Lors de l'élection présidentielle de 2004, le Parti vert des États-Unis présente David Cobb, conseiller légal du parti et ancien candidat au poste de procureur général du Texas, à la présidence, et Pat LaMarche, syndicaliste du Maine, à la vice-présidence.

#### Désignation du candidat
À la veille de Noël 2003, Ralph Nader — candidat des Verts en 1996 et en 2000 — avait en effet déclaré qu'il ne demanderait pas sa désignation par le Parti vert en 2004. En février 2004, il annonce son intention de se présenter en tant qu'indépendant, puis demande le soutien (et pas la désignation) du Parti vert et d'autres petits partis. De nombreux Verts, dont Peter Camejo et Lorna Salzman soutiennent ce plan.
Lors de la convention nationale des Verts du 26 juin 2004 à Milwaukee, les délégués décident de désigner David Cobb pour l'élection présidentielle. Ce dernier promet d'utiliser cette candidature pour construire le parti, comme il l'a fait au Texas en 2002 lors de sa candidature au poste d'attorney général. Pat LaMarche est ensuite nommé pour la vice-présidence.

### Élections de 2006
Les Verts présentent des candidats à de nombreuses élections en 2006 et remportent 66 d'entre elles, parmi lesquelles 21 en Californie et 11 dans le Wisconsin. L'une des plus grandes victoires est l'élection de Gayle McLaughlin comme maire de Richmond en Californie. Il devient le premier vert américain à diriger une ville de plus de 100 000 habitants. Dans le Maine, Pat LaMarche obtient près de 10 % des voix lors de l'élection du gouverneur de l'État et les Verts du Maine obtiennent deux sièges au Conseil de la ville de Portland. Rich Whitney, qui est candidat au poste de gouverneur de l'Illinois, obtient lui aussi 10 % des voix, faisant des Verts l'un des trois partis légalement établis au niveau de l'État. Dans le premier district du Colorado, Tom Kelly obtient 21 % des voix lors de l'élection du Congrès américain. Toutefois, le parti perd la même année son seul élu dans une assemblée législative au niveau étatique, John Eder, qui avait été élu en 2002, puis réélu en 2004, dans le Maine.

### Élection présidentielle de 2008
Le Parti vert choisit Cynthia McKinney, une ancienne membre démocrate du Congrès venant de l'État de Géorgie, comme candidate à la présidence. Rosa Clemente est choisie pour être candidate à la vice-présidence. L'élection des candidats a eu lieu lors de la convention nationale de Chicago, le 12 juillet 2008.
Les personnes suivantes étaient également prétendantes à la candidature :
- Jesse Johnson, de Virginie-Occidentale, ancien candidat pour le poste de gouverneur en 2004 et pour le Sénat en 2006.
- Kent Mesplay, délégué du Parti vert de Californie au Comité vert national.
- Kat Swift, coprésidente du Parti vert du Texas et candidat en 2007 pour le conseil de ville de San Antonio.

L'ancien candidat à la présidentielle (vert en 1996 et 2000 et indépendant en 2004) Ralph Nader annonce qu'il briguera la présidence pour la quatrième fois. Son candidat à la vice-présidence sera l'avocat de San Francisco Matt Gonzalez, membre du Parti vert. Toutefois, Nader et Gonzalez renoncent à demander le soutien du Parti vert. Malgré cela, Nader gagne les primaires vertes de Californie et du Massachusetts le 5 février 2008.
Trois candidats ont retiré leurs candidatures :
- Alan Augustson, le 30 juin 2007.
- Elaine Brown, en décembre 2007.
- Jared Ball, en janvier 2008.

### Élection présidentielle de 2016
Le parti investit Jill Stein comme candidate à la présidence et Ajamu Baraka en colistier pour le rôle de vice-président.
Elle obtient 1,06 % des voix soit 1 457 222 votes en sa faveur, ce qui est le second meilleur résultat du Parti vert après le score de Nader en 2000.

## Structure et composition
Le Parti vert a deux comités reconnus par la Commission électorale fédérale américaine :
- Le comité national vert (Green National Committee, GNC)
- Le comité vert de campagne sénatoriale (Green Senatorial Campaign Committee, GSCC)

Il est également doté d'autres instances dirigeantes.

### Comité national vert
Le comité national vert (Green National Committee, GNC) est l'organe de gouvernement central du Parti vert des États-Unis. Il est composé de délégués de chacun des partis étatiques affiliés et des caucus reconnus. Le GNC supervise toutes les fonctions nationales du parti et nomme un comité de pilotage pour gérer son fonctionnement quotidien.

### Comité de pilotage
Le comité de pilotage est composé de sept coprésidents, d'un secrétaire et d'un trésorier. Ils sont tous élus par les délégués formant le Comité vert national (GNC). En juillet 2008, les sept coprésidents étaient Jill Bussiere, Budd Dickinson, Sanda Everette, Phil Huckelberry, Jason Nabewaniec, Cliff Thornton et Craig Thorsen. La secrétaire était Holly Hart et la trésorière Jody Grage.

### Caucus
Trois caucus sont actuellement habilités à envoyer des délégués au Comité vert national (GNC) :
- Le caucus noir
- Le caucus représentant les lesbiennes, gays, bisexuels et transgenres (Lavander Greens)
- Le caucus des femmes

Trois autres caucus travaillent actuellement à leur reconnaissance pour obtenir le droit d'envoyer également des délégués au GNC :
- Le caucus des latino-américains
- Le caucus des handicapés
- Le caucus des jeunes

### Commissions permanentes
Le Parti vert des États-Unis dispose de nombreuses commissions permanentes :
- Accréditation
- Conférence nationale annuelle
- Accès aux élections
- Lois, règles, politiques & procédures
- Communications
- Coordination des campagnes
- Résolution des conflits
- Diversité
- EcoAction
- Finances
- Récolte de fonds
- Green Pages (comité éditorial du journal)
- International
- Médias
- Merchandising
- Contacts avec d'autres organisations
- Action pacifique
- Plate-forme
- Soutien à la campagne présidentielle
- Pilotage

### Partis dans les États
Le Parti vert des États-Unis est une fédération de partis verts actifs au niveau des États. Les membres du Parti vert sont les suivants :
- Alabama Green Party
- Green Party of Alaska
- Arizona Green Party
- Green Party of Arkansas
- Green Party of California
- Green Party of Colorado
- Green Party of Connecticut
- D.C. Statehood Green Party
- Green Party of Delaware
- Green Party of Florida
- Georgia Green Party
- Green Party of Hawaii
- Idaho Green Party
- Parti vert de l'Illinois
- Indiana Green Party
- Iowa Green Party
- Kansas Green Party
- Green Party of Kentucky
- Green Party of Louisiana
- Maine Green Independent Party
- Maryland Green Party
- Parti vert Arc-en-ciel du Massachusetts
- Green Party of Michigan
- Green Party of Minnesota
- Green Party of Mississippi
- Green Party of Missouri
- Missouri Green Party
- Montana Green Party
- Nebraska Green Party
- Green Party of Nevada
- Green Party of New Hampshire
- Green Party of New Jersey
- Green Party of New Mexico
- Green Party of New York State
- North Carolina Green Party
- Green Party of North Dakota
- Green Party of Ohio
- Green Party of Oklahoma
- Pacific Green Party of Oregon
- Green Party of Pennsylvania
- Green Party of Rhode Island
- South Carolina Green Party
- Green Party of South Dakota
- Green Party of Tennessee
- Green Party of Texas
- Green Party of Utah
- Vermont Green Party
- Green Party of Virginia
- Green Party of Washington State
- West Virginia Mountain Party
- Wisconsin Green Party
- Green Party of Wyoming

## Sociologie de l'électorat
Des sondages réalisés auprès d'étudiants indiquent que dans certaines universités comme Cornell le Parti vert arrive devant les deux partis traditionnels, le démocrate et le républicain (Ralph Nader s'est toujours beaucoup appuyé sur les étudiants, comme ses fameux « Nader's raiders »). Ce type de milieu n'est toutefois pas représentatif de l'ensemble du pays.

### Distribution géographique
Le Parti vert des États-Unis obtient ses meilleurs résultats sur la côte Pacifique, dans la région des Grands Lacs et dans le Nord-Est des États-Unis, comme le montre la répartition géographique des élus verts aux États-Unis. En juin 2007, les Verts des États-Unis occupaient 226 mandats électoraux : 55 d'entre eux l'étaient en Californie, 31 en Pennsylvanie, 23 au Wisconsin, 18 au Massachusetts et 17 dans le Maine. Le Maine compte le plus grand nombre d'élus verts par habitant et la plus grande proportion de population inscrite chez les Verts (29 273 membres, soit 2,95 % de la population en novembre 2006). Madison, dans le Wisconsin, est la ville comportant le plus d'élus verts (8), suivie de Portland dans le Maine (7).
L'un des défis auquel le Parti vert doit faire face (comme les autres partis tiers du pays) est de surmonter les lois d'accès aux élections en place dans de nombreux États. Ces lois imposent souvent d'obtenir un certain nombre de signatures ou de membres avant de pouvoir présenter des candidats.

## Résultats électoraux

### Élections présidentielles
| Année | Candidats        | Candidats            | Voix      | %   | Place |
| Année | Présidence       | Vice-présidence      | Voix      | %   | Place |
| ----- | ---------------- | -------------------- | --------- | --- | ----- |
| 1996  | Ralph Nader      | Winona LaDuke        | 658 128   | 0,7 | 4ème  |
| 2000  | Ralph Nader      | Winona LaDuke        | 2 882 000 | 2,7 | 3ème  |
| 2004  | David Cobb       | Pat LaMarche         | 119 859   | 0,1 | 6ème  |
| 2008  | Cynthia McKinney | Rosa Clemente        | 161 603   | 0,1 | 6ème  |
| 2012  | Jill Stein       | Cheri Honkala        | 469 628   | 0,4 | 4ème  |
| 2016  | Jill Stein       | Ajamu Baraka         | 1 457 044 | 1,1 | 4ème  |
| 2020  | Howie Hawkins    | Angela Nicole Walker | 405 035   | 0,3 | 4ème  |
| 2024  | Jill Stein       | Butch Ware           | 862 049   | 0,6 | 3ème  |

## Liste des conventions nationales annuelles
- 2000 : Denver
- 2001 : Santa Barbara
- 2002 : Philadelphie
- 2003 : Washington
- 2004 : Milwaukee
- 2005 : Tulsa
- 2006 : Tucson
- 2007 : Reading
- 2008 : Chicago
- 2009 : Durham
- 2010 : Détroit
- 2011 : Alfred
- 2012 : Baltimore
- 2013 : Iowa City
- 2014 : Saint Paul
- 2015 : Saint-Louis
- 2016 : Houston